# Virgin Records
Virgin Records este o casă de discuri înființată în anul 1972 de antreprenorul englez Richard Branson, Simon Draper și Nik Powell.
S-a bucurat de un real succes și a colaborat cu nume mari din industria muzicală cum ar fi Mike Oldfield, Rolling Stones, Sex Pistols, Genesis, Keith Richards, Janet Jackson, Human League, Culture Club, Simple Minds, Lenny Kravitz,  Smashing Pumpkins, Spice Girls etc.
Primul sediu pe care l-a avut Virgin Records  s-a aflat în Oxford Street, deasupra unui magazin de pantofi. Magazinul de muzică avea o politică selectivă și nu promova titluri de albume sau muzicieni care nu se potriveau cu stilul Virgin. 
În scurt timp, la numai doi ani de la lansare, Virgin era deja unul dintre cele mai mari lanțuri de magazine de discuri din Marea Britanie.
Primul artist produs de casa de discuri Virgin Records a fost Mike Oldfield, cu celebrul album Tubular Bells, lansat în mai 1973. După ce Richard Branson a convins un post de radio să difuzeze în întregime cele 45 de minute de muzică ale albumului, vânzarile au crescut spectaculos.
În următorii patru ani, principala sursă de profit pentru Virgin Records a fost vânzările albumelor Mike Oldfield cu Tubular Bells și apoi  Hergest Ridge și Ommadawn. 
În anul 1977 Virgin Records a semnat un contract cu Sex Pistols, care nu numai că a contribuit la creșterea vânzărilor, dar a  făcut ca firma să devină la sfârșitul anilor ’70, o casă de discuri de renume internațional, cu un portofoliu de invidiat.
În 1991, Virgin Records era una din primele șase case de discuri din lume și cea mai profitabilă divizie a Virgin Group, cu o cifră de afaceri de 330 de milioane dolari anual.
În această perioadă, Branson a decis să vândă 67 dintre magazinele de muzică mai mici, pentru a se concentra pe cele de tip megastore, care asigurau un volum mult mai mare de vânzări. Astfel, pe lângă magazinul din Oxford Street, s-a deschis la Paris un megastore direct pe Champs-Elysées, iar ulterior unul la Sydney, ambele înregistrand un succes uriaș. 
Virgin Records a fost cumpărată în 1992 de către Thorn EMI Group cu aproximativ 1 miliard de dolari.
În anul 2006 Virgin Records a fuzionat cu Capitol Records fondând Capitol Music Group.
În prezent este deținută de Universal Music Group după achiziționarea de către EMI în 2012, iar în 2013, UMG a reorganizat operațiunile sale britanice sub numele Virgin Records EMI.